# Kurt Meisel
Kurt Meisel, född 18 augusti 1912 i Wien, Österrike-Ungern, död 4 april 1994 i Wien, var en österrikisk skådespelare och filmregissör. Han var utbildad vid teaterskolan på Volkstheater i Wien. Från 1936 var han huvudsakligen verksam vid teatrar i Berlin. Han filmdebuterade 1934 och var från 1948 även verksam som regissör. Från 1960 och fram till 1983 var han främst engagerad vid Münchens stadsteater, där han tidvis var chef och regissör. Hans medverkan i film och TV under denna tid var mer sporadisk.

## Filmografi, urval
- 1934 – Lilla Dorrit
- 1936 – Slutackord
- 1942 – Den gyllene staden
- 1942 – Den store segraren
- 1945 – Brinnande hjärtan
- 1947 – Wozzeck
- 1954 – Emil och detektiverna
- 1955 – Operation OKH
- 1955 – Sanningen om 20 juli
- 1956 – Söndagsbarnet
- 1958 – Tid att älska, dags att dö
- 1958 – Resan till Rom
- 1958 – Kattan
- 1962 – Den längsta dagen (ej krediterad)
- 1969 – Rebellen Michael Kohlhaas
- 1974 – Täcknamn Odessa